# Robert Gaupset
Robert Gaupset (ur. 23 marca 1906 w Kristiansund, zm. 10 listopada 1964 w Bergen) – norweski zapaśnik walczący w stylu klasycznym. Olimpijczyk z Amsterdamu 1928, gdzie zajął ósme miejsce w wadze półciężkiej do 82,5 kg.
Jego brat Arne Gaupset startował w turnieju zapasów na igrzyskach w Paryżu 1924 roku.

## Letnie Igrzyska Olimpijskie 1928
| Konkurencja                    | Walki               | Walki                | Walki                | Klas. końcowa |
| Konkurencja                    | Pierwsza runda      | Druga runda          | Trzecia runda        | Miejsce       |
| ------------------------------ | ------------------- | -------------------- | -------------------- | ------------- |
| styl klasyczny, waga półciężka | Johan Heijm (NED) W | Adolf Rieger (GER) P | Ejnar Hansen (DEN) P | VIII miejsce  |